# Mycetophila czizeki
Mycetophila czizeki är en tvåvingeart som beskrevs av Landrock 1911. Mycetophila czizeki ingår i släktet Mycetophila och familjen svampmyggor. Inga underarter finns listade i Catalogue of Life.